# Longeau (Berne)
Pour les articles homonymes, voir Longeau et Lengnau.
Longeau est une commune suisse du canton de Berne, située dans l'arrondissement administratif de Bienne.

## Histoire

Photo aérienne prise à 400 m par Walter Mittelholzer (1925)

Lengnau/Longeau est mentionné pour la première fois vers 983-1002 sous le nom de Lengenach. En 1228, il a été mentionné comme Longieuva. La commune est aussi connue sous le nom de Longeau par les francophones.
Les traces les plus anciennes de l'homme sont des outils en silex du paléolithique tardif au néolithique et d'autres objets qui ont été découverts dans la plaine de l'Aar. À l'âge du bronze, à l'époque de La Tène et à l'époque romaine, il y avait des colonies de peuplement aux frontières municipales. Au Moyen Âge, elle faisait partie de la Herrschaft du Strassberg, acquise par Berne en 1388-93. Lengnau/Longeau est placée dans le bailliage de Büren par les autorités bernoises. En 1318, lors d'un conflit entre Soleure et les Habsbourg en Autriche, le village et son église furent incendiés. L'église a été reconstruite et baptisée église St. Germanus en 1323. L'église a été reconstruite en 1630-40 et rénovée en 1959-60.
Les projets jurassiens de correction des eaux du XIXe siècle ont drainé une grande partie de la plaine inondable de l'Aar et ont ouvert de vastes terres agricoles à Lengnau/Longeau. Dans le même temps, Lengnau/Longeau a commencé à se développer d'un village agricole à une ville horlogère avec des industries. Entre 1889 et 1927, une douzaine de fabricants de montres et de pièces d'horlogerie ont ouvert des usines dans cette ville en pleine expansion. Outre les horlogers, d'autres industries, telles que les coupeurs de bois et les sociétés d'ingénierie, ont ouvert leurs portes en ville. Au XIXe siècle, l'argile à haute teneur en quartz était extraite dans la Lengnauwald. Cependant, dans les années 1970, l'industrie horlogère a connu une crise et de nombreux fabricants ont fermé leurs portes. Malgré la création de nouvelles industries en 1983, dont les machines de précision, les entreprises d'électronique et le décolletage, de nombreux travailleurs font la navette pour travailler dans d'autres villes. En 2000, plus des deux tiers des salariés travaillaient dans les villes voisines, en particulier Bienne, Soleure et Berne. La ville est bien desservie par les transports en commun. Une gare sur la ligne Olten-Bienne a ouvert ses portes à Longeau en 1857 et une succursale à Moutier a été ajoutée en 1915. Entre 1950 et 1990, de nombreux nouveaux bâtiments ont été achevés en ville. Il s'agit notamment de l'église paroissiale catholique sur la paroisse de Longeau-Pieterlen-Meinisberg en 1975 et de la maison de retraite en 1988. Longeau compte trois écoles et abrite également l'école secondaire qui a été fondée en 1899.

## Économie
L'entreprise horlogère suisse de luxe Rado, intégrée au Swatch Group, s'est établie à Lengnau/Longeau dès 1917. Sous le nom Schlup & Co., elle ne produisait à ses débuts que des pièces mécaniques, mais en 1957, elle lance sa première collection de montres sous la marque Rado. On estime que l'entreprise fournissait un emploi à quelque 470 personnes en 2017 et produisait un demi-million de montres par an.

## Transport
- Sur la ligne ferroviaire Bienne-Soleure-Zurich
- Sur la ligne ferroviaire Bienne-Moutier-Bâle